# Brahmanen

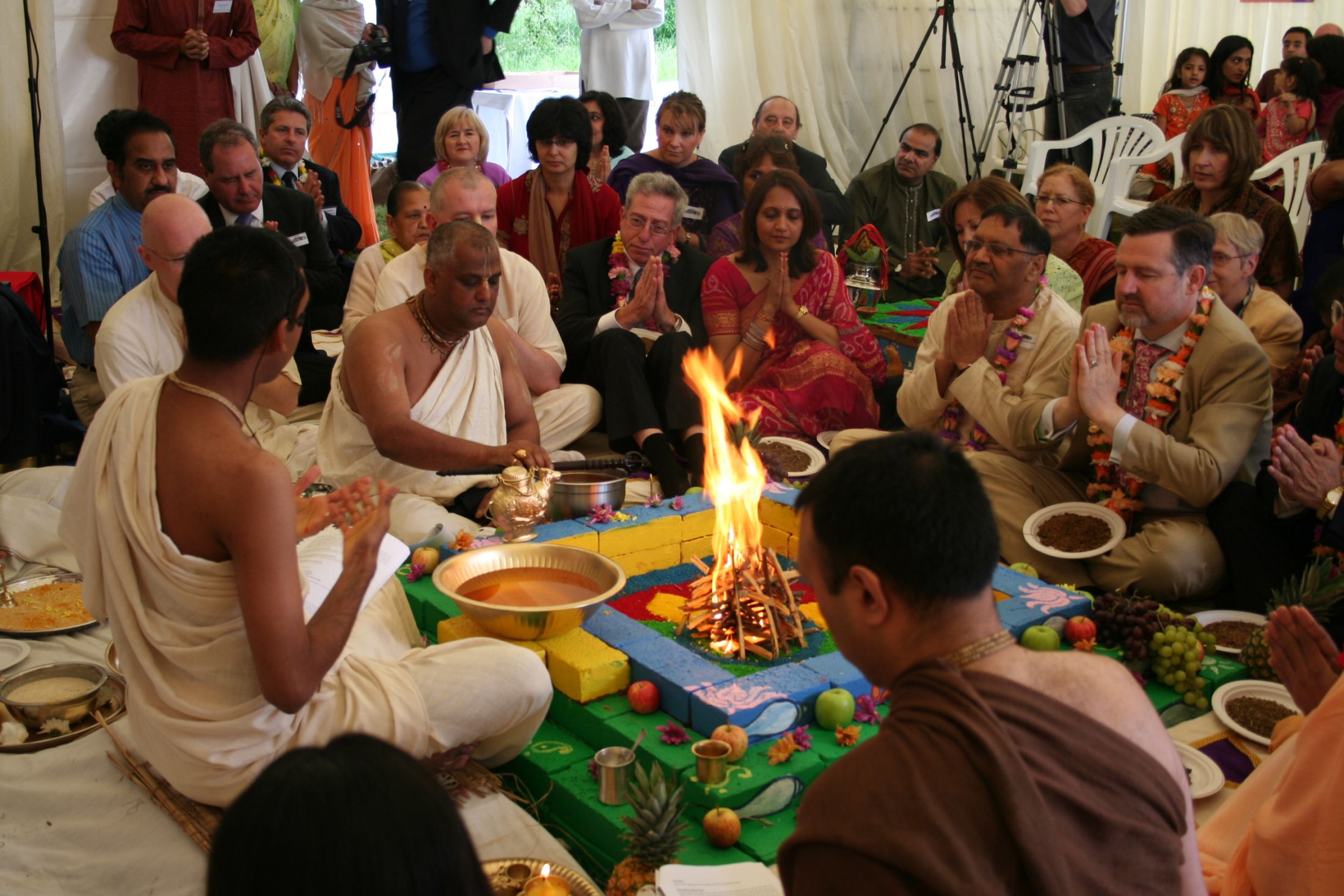
Brahmanenpriester führen bei einem Familienfest ein Feuerritual (yajna) durch, vor 2009

Die Brahmanen (Sanskrit: ब्राह्मण, brāhmaṇa) sind im indischen Kastensystem die Angehörigen der obersten Kaste (Varna). Im Hinduismus ist es Vorrecht und Pflicht der Brahmanen, Lehrer des Veda und Gelehrte zu sein. Bis heute stellen hauptsächlich sie die Priester. Daher war „Brahmane“ auch ein religiöser Titel. Im modernen Indien üben sie jeden Beruf aus.

## Mythos und Geschichte
Im Purusha Sukta im 10. Buch des Rigveda gibt es einen Mythos über die Entstehung der Kasten. Durch das Opfer des göttlichen Urriesen Purusha entstanden demnach aus seinem Mund die Brahmanen, aus den Armen die Kshatriya (Fürsten), aus den Schenkeln die Vaishya (Händler, Bauern) und aus den Füßen die Shudra (Dienende).
Die Zeit der brahmanischen Kultur datiert zwischen etwa 500 v. Chr. und 1000 n. Chr. Der Höhepunkt der Brahmareligion (Brahmanismus), deren Träger die Brahmanen ebenso waren wie die der brahmanischen Medizin, war ungefähr die Zeit um 800 v. Chr.
Im Laufe der Geschichte gelang es den Brahmanen, ihren Machtanspruch hinsichtlich Ritual und Gesellschaft immer mehr zu festigen, was dazu führte, dass sich asketische Religionsformen wie der Buddhismus oder Jainismus zeitweilig in Indien durchsetzen konnten. Aber auch innerhalb des Hinduismus selbst drängten neue Bewegungen wie die der Bhakti-Frömmigkeit den Einfluss der Brahmanen langsam zurück.

## Eigenschaften nach traditionellem Verständnis

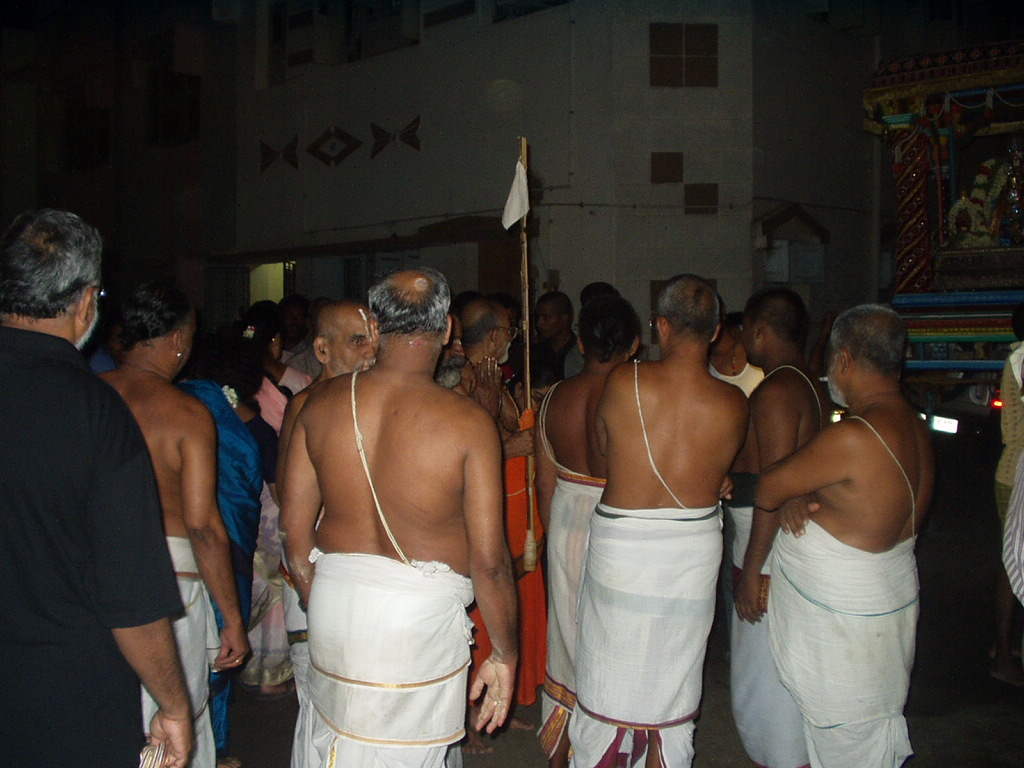
Brahmanen tragen die heilige Schnur

Der gesellschaftliche Status, alle Aufgaben, Pflichten und Rechte, sind in der Manusmriti beschrieben, einem über 2000 Jahre alten Gesetzbuch, das im heutigen Alltagsleben für die meisten jedoch kaum Bedeutung hat.
Nach den Schriften der Hindus machen besonders die Charaktereigenschaften den Brahmanen aus. „Gelassenheit des Geistes (śama), Selbstbeherrschung (dama), Askese (tapa), Reinheit (śauca), Nachsicht (kṣānti) und Aufrichtigkeit (arjavam), Wissen (jñānam), Weisheit (vijñānam), und religiöser Glaube (āstikyam)“ nennt die Bhagavad Gita (18.42).
Das Mahabharata: 
„Die Eigenschaften eines Brahmanen sind Reinheit, gutes Verhalten, Mitleid mit allen Lebewesen.“
Dementsprechend wird von einem Angehörigen dieser höchsten Kaste  eine durch Geburt erworbene psychische Reinheit sowie ein besonders reiner Lebenswandel erwartet. Wie in anderen Schriften setzen sich aber auch viele Stellen im Mahabharata mit der Diskrepanz zwischen dem hohen Ideal und dem realen Lebenswandel auseinander:
„Weder die Herkunft noch die Weihe und Gelehrsamkeit machen den Brahmanen aus, allein sein Lebenswandel ist der Grund.“
Nach altem hinduistischem Dharma, das auch in der Manusmriti beschrieben ist, war der ideale Lebenslauf eines Brahmanen sowie der anderen zwei oberen Kasten folgender: Er ging im Alter von ungefähr 8 Jahren zu einem Lehrer und blieb bei ihm, bis er das Studium der Veden abgeschlossen hatte. Dann war er verpflichtet zu heiraten, regelmäßig Opfer darzubringen, Söhne zu zeugen, zu unterrichten und Geschenke zu machen. Wenn die Söhne erwachsen waren, sollte er sich in den Wald zurückziehen und schließlich im letzten Stadium seines Lebens von allen Bindungen befreien und das Leben eines Eremiten führen. Kein Brahmane aber sollte dieses Leben anstreben, bevor er die Pflichten der vorhergehenden Stadien erfüllt hatte. In der Geschichtswissenschaft besteht die Vermutung, dass derartige Regelungen von den religiösen Autoritäten gezielt etabliert wurden, um den immer erfolgreicheren asketischen, oft antibrahmanischen und antiritualistischen Bewegungen den Wind aus den Segeln zu nehmen. So konnte das Ideal der geheiligten asketischen Lebensführung in den allgemeinen Lebensablauf integriert werden, ohne das soziale Leben an sich massiv zu stören. Erst nachdem ein Mann seine sozioökonomischen Pflichten gegenüber Familie und Gesellschaft erfüllt hatte, sollte er legitimerweise in die Hauslosigkeit gehen können.
Die Brahmanen überlieferten die Veden – auch noch nach dem Aufkommen der Brahmi-Schrift – mündlich von Generation zu Generation. Die brahmanischen Familiennamen Dvivedi/Dwivedi (verkürzt: Dube/Dubey), Trivedi/Tripathi/Tripati und Chaturvedi (verkürzt: Chaube/Chaubey) waren ursprünglich Ehrenbezeichnungen für die Beherrschung zweier, dreier oder aller vier Veden. 2008 nahm die UNESCO die Tradition des vedischen Chantens in die Repräsentative Liste des immateriellen Kulturerbes der Menschheit auf.

## Rolle im heutigen Indien
Als Priester und Gelehrte, die typischen, aber nicht ausschließlichen Berufe der Brahmanen, ist nur eine Minderheit tätig. Das Einkommen eines durchschnittlichen Priesters ist eher dürftig, wenn er  nicht gerade einen angestammten Platz etwa an einem wichtigen Pilgerort mit vielen zahlenden „Kunden“ hat. Neuerdings beginnen immer mehr Angehörige der anderen Kasten die Aufgaben eines Priesters zu übernehmen.
Obwohl Brahmanen nur einen kleinen Teil der indischen Bevölkerung stellen, sind sie in der intellektuellen Elite des Landes stark vertreten. Grundsätzlich jedoch arbeiten sie in allen Berufen und haben auch im Geschäftsleben Fuß gefasst. Tendenziell findet man sie eher in „white-collar“-Berufen. Entgegen den gängigen Vorurteilen sind Brahmanen auch als Arbeiter in der Industrie tätig; sie haben zwar eine Aversion gegen Tätigkeiten mit niedrigem Status, sind jedoch nicht grundsätzlich gegen physische Arbeit eingestellt. Da keineswegs alle Brahmanen zu den Wohlhabenden gehören, müssen sie oft jede Arbeit annehmen, die angeboten wird. Besonders häufig arbeiten Brahmanen als Köche, denn traditionell müssen sie nicht nur rituelle Reinheit beachten, auch der Hygiene kommt üblicherweise in ihrem Leben ein hoher Stellenwert zu. Auch weist ihnen die alte religiöse Rechtsliteratur, etwa die Manusmriti, als höchster Kaste das Recht zu, allen anderen Kasten Essen und Getränke reichen und zubereiten zu dürfen. In der heutigen Praxis jedoch akzeptieren viele Hindus, selbst Brahmanen, Essen von jedem.